# Вулька-2
Вулька-2 (бел. Вулька 2) — агрогородок на юго-западе Беларуси. Населённый пункт находится в Лунинецком районе Брестской области. Административный центр Вульковского сельсовета. Население — 828 человек (2019).

## География
Вулька-2 находится в 17 км к северо-востоку от города Лунинец. Агрогородок стоит на левом берегу канализированной реки Выдранка, притока реки Смердь. Автодороги местного значения ведут в соседние деревни Бродница, Застенок и Галый Бор.

## Геральдика
Герб учрежден Указом Президента Республики Беларусь от 2 декабря 2008 года № 659 и зарегистрирован в Государственном геральдическом регистре Республики Беларусь 23 января 2009 года № Б-146.

## История
В 1613 году имение носило название Воля, принадлежало Новогрудскому повету Новогрудского воеводства Великого княжества Литовского, находилось в собственности Николая Кишки.
После третьего раздела Речи Посполитой (1795 год) в Пинском уезде Минской губернии Российской империи. В ревизии 1870 года указано 82 души. Согласно Рижскому мирному договору (1921) деревня вошла в состав межвоенной Польши, принадлежала Лунинецкому повяту Полесского воеводства. С 1939 года — в БССР.

## Культура
- Дом культуры
- Музей ГУО "Средняя школа аг. Вулька-2"

## Достопримечательности
- Существовавшая в деревне церковь была утрачена в послевоенное время[5].

### Памятник, скульптура
- Памятник В. И. Ленину
- Памятник 46 землякам, погибшим в войну. В 1979 году установлен обелиск[6].